# Vireó espetec
Pteruthius intermedius és un ocell de la família dels vireònids (Vireonidae).

## Hàbitat i distribució
Habita boscos als turons al nord-est de l'Índia, sud de Myanmar i sud de la Xina, nord-oest i nord-est de Tailàndia, nord i sud de Laos, nord i centre del Vietnam.

## Taxonomia
Recentment Pteruthius aenobarbus (sensu lato) ha estat separada en dues espècies, arran els treballs de Rheindt et Eaton (2009).: Pteruthius aenobarbus (sensu stricto) i Pteruthius intermedius que rep el nom en anglés de "Clicking Shrike-babbler" (vireó espetec o espetecador).
.